# Jacob Leonard de Bruijn Kops
Jacob Leonard de Bruijn Kops (Haarlem, 22 december 1822 – 's-Gravenhage, 1 oktober 1887) was een Nederlandse liberaal econoom en politicus, en hoogleraar in de Staathuishoudkunde aan de Polytechnische Hogeschool in Delft.

## Levensloop
De Bruijn Kops was een zoon van Cornelis Johan de Bruijn Kops (1791-1858) en Maria Constance Françoise de Bosset (1794-1879). Hij studeerde van 1840 tot 1847 rechten in Leiden en promoveerde daar. Hij was daarna advocaat en van 1851 tot 1864 ambtenaar bij het ministerie van financiën. Van 1864 tot 1868 was hij hoogleraar aan de Polytechnische Hogeschool in Delft. Van 1868 tot 1884 was hij lid van de Tweede Kamer. Hier sprak hij vooral over onderwerpen op het gebied van handel, vervoer en nijverheid. Hij was een medestander van Kappeyne van de Coppello.
Als econoom werd hij vooral bekend als oprichter en redacteur van het tijdschrift De Economist, schrijver van een leerboek over economie en medeoprichter van de Vereniging voor de Statistiek. Hij zette zich ook in voor de bouw van volkswoningen.

## Publicaties
- 1847 - Dissertatio historico-juridica inauguralis de origine ac juribus pristini concilii urbani, in civitatibus quibusdam patriae nostrae. Proefschrift Leiden. Lugduni-Batavorum : Apud J.H. Gebhard et socios, bibliopolas
- 1850 - Beginselen van Staathuishoudkunde. Leyden en Amsterdam : J.H. Gebhard & Co
- 1851 - Over indirecte belasting als middel van plaatselijke inkomsten : eene staathuishoudkundige proeve. Leyden [etc.] : Gebhard
- 1852 - Over het beginsel van armverzorging door den Staat. Leyden ; Amsterdam : J.H. Gebhard
- 1857 - Handelcijfers : overzigt van den in- uit- en doorvoer der Nederlandsche handelsartikelen in elk der jaren 1846 tot en met 1855, getrokken uit de Statistiek van den handel en de scheepvaart van het Koningrijk der Nederlanden. Amsterdam : J.H. Gebhard & Comp
- 1863 - Beknopte handleiding tot de kennis der Spoorwegen.
- 1877 - De Nederlandsche belangen en de suikerkwestie. Amsterdam : Gebhard

- Biografisch Portaal: 22458254
- Digitale Bibliotheek voor de Nederlandse Letteren: kops003
- Gemeinsame Normdatei: 1055327983
- International Standard Name Identifier: 0000 0003 9738 3898
- Nederlandse Thesaurus van Auteursnamen: 068232357
- Parlement.com: vg09lkywxbv9
- Trove: 1129626
- Virtual International Authority File: 15153142
- WorldCat: E39PBJxCDbCDGdWm3GD7qj63Qq